# Kraainem
Kraainem is een plaats en faciliteitengemeente in de Belgische provincie Vlaams-Brabant. De gemeente telt bijna 14.000 inwoners. De inwoners van Kraainem zijn Kraainemmaars en hun dialect is het Kraainems.
Kraainem grenst aan het Brussels Hoofdstedelijk Gewest en is daardoor als deel van de Brusselse agglomeratie sterk verstedelijkt en verfranst. De plaats wordt door Franstaligen vaak aangeduid (in een verouderde spelling) als Crainhem, hoewel de officiële spelling in het Frans eveneens Kraainem is.

## Geografie

### Kernen
De kern van Kraainem bevindt zich in het noorden van het grondgebied, tussen de kernen van Sint-Stevens-Woluwe en Wezembeek in. Er bevinden zich geen andere kernen in de gemeente Kraainem. De kern van Stokkel, in het midden van de gemeente, ligt juist over de gemeentegrens met Sint-Pieters-Woluwe. De oude kern van Kraainem bestond uit Hoog-Kraainem, rond het huidige gemeentehuis aan de Dezangrélaan, en Neer-Kraainem, in het Woluwedal aan de Statieplaats, deels versmolten met de dorpskern van Sint-Stevens-Woluwe.

### Topografie
Het grondgebied van de gemeente bestaat uit een langgerekte, smalle strook met aan beide uiteinden een breder stuk. Het noordelijke bredere deel bevat de oude kernen Hoog- en Laag-Kraainem, terwijl het zuidelijke bredere deel het (voormalige) Stokkelbos omvat. Tot de 18de eeuw was Stokkel in zijn geheel een gehucht van Sint-Lambrechts-Woluwe, zoals ook nog zichtbaar op de Ferrariskaarten. Bij de oprichting van de gemeente Sint-Pieters-Woluwe in 1800 werd het grootste deel van het toenmalige Stokkel bij Sint-Pieters-Woluwe gevoegd. Het oostelijke deel van Stokkel, een smalle strook, werd tezamen met het Stokkelbos (later de Baron d'Huartlaan), toegevoegd aan de gemeente Kraainem. Hierdoor kreeg deze een heel rare vorm, met een lang, maar smal grondgebied waarbij de twee belangrijkste kernen, Hoog- en Laag-Kraainem, in het uiterste noorden van de nieuwe gemeente kwamen te liggen.

### Aangrenzende gemeenten
Naast het nabije Sint-Stevens-Woluwe en Wezembeek had Kraainem al van oudsher een verbinding met het zuidelijker gelegen Stokkel, een herenhoeve aan de rand van het Stokkelbos. Er liep een holle weg van Hoog-Kraainem naar Stokkel waar men brandhout ging halen of ging jagen (of stropen). Het Stokkelbos, dat eigendom was van de familie d'Huart en zich uitstrekte over de huidige gemeenten Kraainem en Sint-Pieters-Woluwe, werd in de 20ste eeuw verkaveld. In het zuidelijke deel van Kraainem werden zo villawijken aangelegd die min of meer naadloos aansluiten op de oostelijke wijken van Stokkel in de Brusselse gemeenten Sint-Pieters-Woluwe en Sint-Lambrechts-Woluwe.

### Hydrografie
Door de gemeente stroomt de rivier de Woluwe, deze is een zijrivier van de Zenne.

## Bezienswaardigheden
- De Sint-Pancratiuskerk met romaanse westertoren (12de eeuw). Het koor dateert van 1500-1550. Het schip met stucwerk werd in 1770 verbouwd. De halfronde doopkapel en de sacristieën dateren van ca. 1920.
- De 17de-eeuwse pastorij aan de A. Dezangrelaan.
- Het Park Jourdain met een vijver en een 18de-19de-eeuwse verbouwde hoeve.
- Boerenhuis van 1749 aan de Van Hovestraat.
- Vlakbij aan dezelfde straat een 18de-eeuwse voormalige gesloten hoeve, nu gesplitst in twee eenheden, met scheidingsmuur dwars over het erf. Nummer 92 is op de imposten van een zandstenen deuromlijsting gedateerd 1749.
- 17de-18de-eeuwse voormalige hoeve met geplaveid erf aan de Zaventemsesteenweg.
- De Sint-Dominicuskerk, een moderne zaalkerk van 1965 van architect André Millis. De kerk herbergt een wandtapijt uit 1965-1970 van Anne De Bodt-De Visscher (het Oneindige).
- De Saint-Anthony's Parishchurch
- Het Klooster van de Visitatie

## Natuur en landschap
Kraainem ligt aan de Woluwe op een hoogte van 40-120 meter, waarbij het hoogste deel in de zuidelijke wijk Stokkelbos is gelegen. Daar ligt ook een uitloper van het Zoniënwoud. Kraainem is sterk verstedelijkt en is vastgegroeid aan de Brusselse agglomeratie.

## Demografische ontwikkeling
- Bronnen:NIS, Opm:1831 tot en met 1981=volkstellingen; 1990 en later= inwonertal op 1 januari

| Inwoners van jaar tot jaar op 1 januari 1992 tot heden | Inwoners van jaar tot jaar op 1 januari 1992 tot heden | Inwoners van jaar tot jaar op 1 januari 1992 tot heden |
| jaar                                                   | Aantal                                                 | Evolutie: 1992=index 100                               |
| ------------------------------------------------------ | ------------------------------------------------------ | ------------------------------------------------------ |
| 1992                                                   | 12.566                                                 | 100,0                                                  |
| 1993                                                   | 12.575                                                 | 100,1                                                  |
| 1994                                                   | 12.783                                                 | 101,7                                                  |
| 1995                                                   | 12.795                                                 | 101,8                                                  |
| 1996                                                   | 12.915                                                 | 102,8                                                  |
| 1997                                                   | 12.934                                                 | 102,9                                                  |
| 1998                                                   | 12.842                                                 | 102,2                                                  |
| 1999                                                   | 12.860                                                 | 102,3                                                  |
| 2000                                                   | 12.692                                                 | 101,0                                                  |
| 2001                                                   | 12.824                                                 | 102,1                                                  |
| 2002                                                   | 12.976                                                 | 103,3                                                  |
| 2003                                                   | 12.923                                                 | 102,8                                                  |
| 2004                                                   | 12.978                                                 | 103,3                                                  |
| 2005                                                   | 12.994                                                 | 103,4                                                  |
| 2006                                                   | 13.150                                                 | 104,6                                                  |
| 2007                                                   | 13.105                                                 | 104,3                                                  |
| 2008                                                   | 13.088                                                 | 104,2                                                  |
| 2009                                                   | 13.111                                                 | 104,3                                                  |
| 2010                                                   | 13.368                                                 | 106,4                                                  |
| 2011                                                   | 13.402                                                 | 106,7                                                  |
| 2012                                                   | 13.585                                                 | 108,1                                                  |
| 2013                                                   | 13.556                                                 | 107,9                                                  |
| 2014                                                   | 13.570                                                 | 108,0                                                  |
| 2015                                                   | 13.697                                                 | 109,0                                                  |
| 2016                                                   | 13.713                                                 | 109,1                                                  |
| 2017                                                   | 13.657                                                 | 108,7                                                  |
| 2018                                                   | 13.690                                                 | 108,9                                                  |
| 2019                                                   | 13.730                                                 | 109,3                                                  |
| 2020                                                   | 13.853                                                 | 110,2                                                  |
| 2021                                                   | 13.847                                                 | 110,2                                                  |
| 2022                                                   | 13.928                                                 | 110,8                                                  |
| 2023                                                   | 14.051                                                 | 111,8                                                  |
| 2024                                                   | 13.962                                                 | 111,1                                                  |
| 2025                                                   | 13.940                                                 | 110,9                                                  |

## Cultuur

### Taal
Kraainem kent, net als buurgemeente Wezembeek-Oppem, een sterke verfransing (circa 76%) die zich voornamelijk manifesteert in de zuidelijke villawijken.

### Religie en levensbeschouwing
Sint-Pancratius is de patroonheilige van de gemeente.

## Onderwijs
In Kraainem zijn er twee gemeentelijke basisscholen, het Nederlandstalige GBS De Klimboom en het Franstalige École Diabolo. Als gemeentescholen zijn ze beide officieel gesubsidieerd onderwijs van de Vlaamse Gemeenschap. Net als in Brussel sturen Franstaligen hun kinderen vaak naar Nederlandstalig onderwijs.
Sinds 2000 is er ’t Kraaiennestje, dat zorgt voor Nederlandstalige kinderopvang.

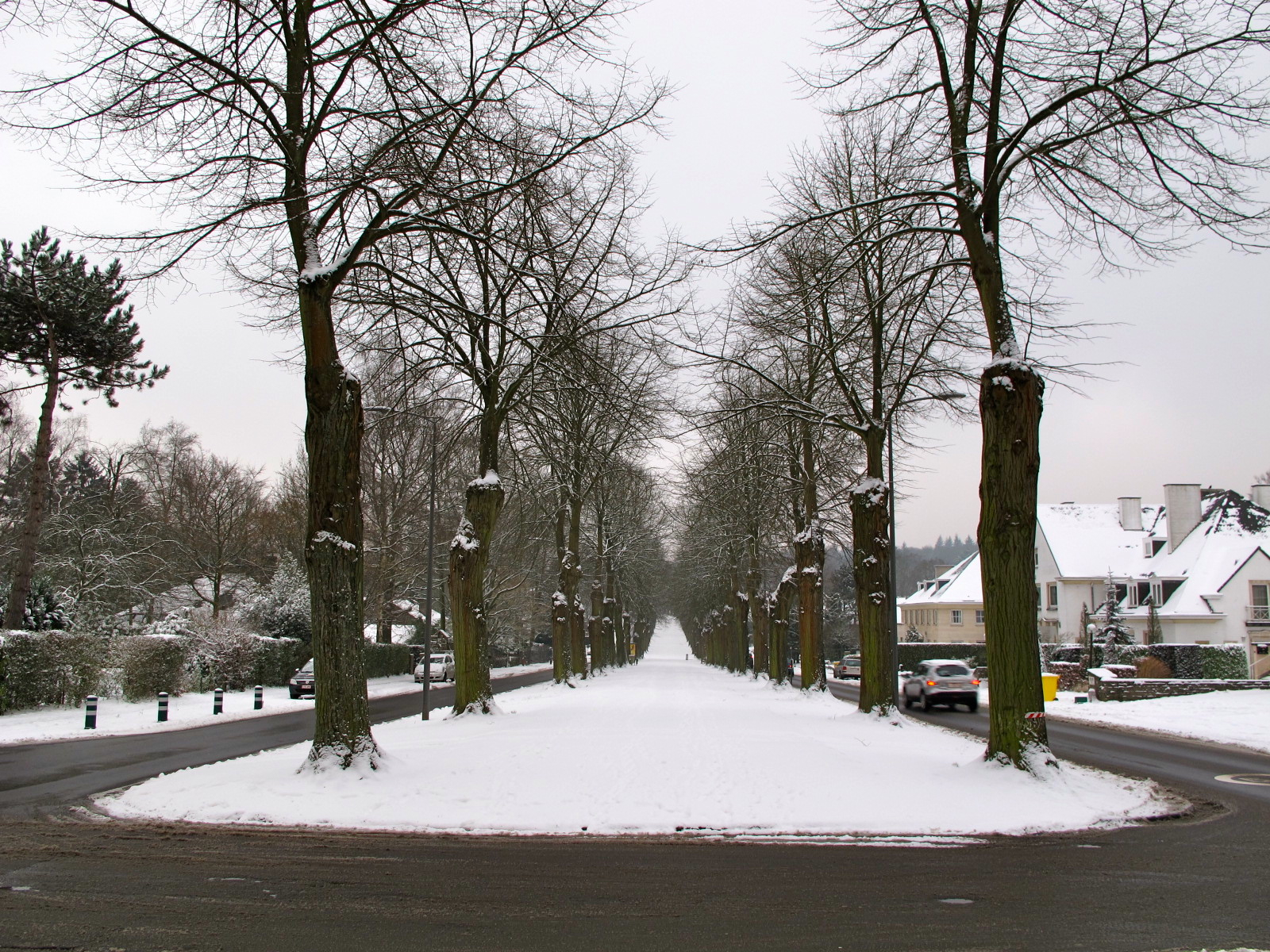
Baron Albert d'Huartlaan

## Mobiliteit

### Wegen
Het noordoosten en het uiterste zuiden van Kraainem wordt doorsneden door de Brusselse Ring. Via de afrit Wezembeek-Oppem zijn Kraainem en Stokkel te bereiken. Het zuiden van de gemeente (Stokkelbos) is bereikbaar via het Vierarmenkruispunt. De R22 passeert langs het westen van Kraainem. Hier kruist de A3 eveneens de vallei van de Woluwe via het viaduct van Kraainem. Op deze A3 is er een afrit 'Kraainem' die zowel Kraainem als Sint-Stevens-Woluwe bedient.

### Openbaar vervoer
In het noorden van de wijk Stokkel ligt het metrostation Kraainem, al ligt dat eigenlijk nog juist binnen het Brussels Hoofdstedelijk Gewest, op de grens met Sint-Pieters-Woluwe en Sint-Lambrechts-Woluwe.
Trams 39 en 44 van de MIVB stoppen in de gemeente, onderweg van Montgomery naar respectievelijk Ban Eik (in Wezembeek-Oppem) en Tervuren Station. Ook historische trams van het Museum voor het Stedelijk Vervoer te Brussel rijden op die lijnen.
Er zijn plannen om de Brusselse tramlijn 8 van Roodebeek via Kraainem en Sint-Stevens-Woluwe te verlengen tot de luchthaven.

## Politiek
Kraainem heeft als faciliteitengemeente het speciale statuut dat de schepenen én het OCMW-bestuur rechtstreeks verkozen worden volgens het aantal stemmen en niet volgens meerderheidsvorming. Het is er dus voordeliger om met kartellijsten te werken.
- Bij de verkiezingen van 1994 was er het Nederlandstalige KARTEL (25,54%) en de Franstalige Lijst van burgemeester Maricq of LBM (74,46%).
- Bij de verkiezingen van 2000 wilde KARTEL opkomen als K2000, maar omdat cijfers niet mochten, werd de naam KZOOO gebruikt (21,81%). Union kwam op naast LBM, die respectievelijk 50,69% en 27,51% behaalden. Union wou een akkoord met LBM, om een front tegen de Vlaamse lijst te vormen, maar LBM weigerde dat. Hierdoor verloor LBM zeer veel radicaal-Franstalige stemmen.[5]
- Enkel Union en de Vlaamse lijst - deze keer onder de naam OPEN - kwamen op bij de verkiezingen van 2006. Deze behaalden respectievelijk 76,4% en 23,6%.

### Lijst van burgemeesters
| Naam                            | Duur mandaat | Politieke partij                    |
| ------------------------------- | ------------ | ----------------------------------- |
| Pierre Ange Van Millen          | jaar X-1812  |                                     |
| Jean Ferdinand Moysons          | 1813-1818    |                                     |
| Joannes Franciscus Ackermans    | 1818-1830    |                                     |
| Gilles Joannes Maeck            | 1830-1843    |                                     |
| Guillaume Huseweels             | 1844-1848    |                                     |
| Jean Vandenplas                 | 1849-1856    |                                     |
| Charles Derycke                 | 1856-1865    |                                     |
| Joannes Baptista Van den Hoven  | 1867-1877    |                                     |
| Joannes De Keyn                 | 1877-1879    |                                     |
| Joseph Van Hove                 | 1879-1921    |                                     |
| Charles Verhaegen               | 1921-1926    |                                     |
| Arthur Dezangré                 | 1927-1951    |                                     |
| Georges Morleghem               | 1952         |                                     |
| Edmond Coppens                  | 1953-1976    |                                     |
| Léon Maricq                     | 1977-2000    | Lijst van burgemeester Maricq (LBM) |
| Pol Willemart                   | 2000-2005    | cdH (UNION)                         |
| Arnold d'Oreye de Lantremange * | 2005-2012    | FDF (UNION)                         |
| Véronique Caprasse **           | 2013-2015    | FDF (UNION)                         |
| Dorothée Cardon de Lichtbuer    | 2016-2018    | cdH (UNION)                         |
| Bertrand Waucquez               | 2019-heden   | Kraainem-Unie                       |

* Niet benoemd door de bevoegde Vlaamse minister Marino Keulen omwille van inbreuken op de taalwetgeving bij de gemeenteraadsverkiezingen in 2006. De niet-benoeming is betwist door de Franstalige meerderheid.
** Aanvankelijk niet benoemd door de bevoegde Vlaamse minister Geert Bourgeois na de gemeenteraadsverkiezingen van 2012. Op 20 juni 2014 werd ze wel benoemd door Bourgeois.

### Fusie
Omdat Kraainem een faciliteitengemeente is, kan deze niet met andere gemeenten fusioneren. Nochtans zijn Kraainem en Wezembeek-Oppem gewonnen voor het idee om met elkaar te fusioneren.

### Resultaten gemeenteraadsverkiezingen sinds 1976
| Partij               | Partij                                            | 10-10-1976 | 10-10-1976 | 10-10-1982 | 10-10-1982 | 9-10-1988 | 9-10-1988 | 9-10-1994 | 9-10-1994 | 8-10-2000 | 8-10-2000 | 8-10-2006 | 8-10-2006 | 14-10-2012 | 14-10-2012 | 14-10-2018 | 14-10-2018 | 13-10-2024 | 13-10-2024 |
| Stemmen / Zetels     | Stemmen / Zetels                                  | %          | 21         | %          | 21         | %         | 21        | %         | 21        | %         | 23        | %         | 23        | %          | 23         | %          | 23         | %          | 23         |
| -------------------- | ------------------------------------------------- | ---------- | ---------- | ---------- | ---------- | --------- | --------- | --------- | --------- | --------- | --------- | --------- | --------- | ---------- | ---------- | ---------- | ---------- | ---------- | ---------- |
|                      | UNION1 / DéFI+MR+Ind.2                            | -          |            | -          |            | -         |           | -         |           | 50,691    | 12        | 76,41     | 18        | 62,841     | 16         | 43,82      | 11         | 37,82      | 9          |
|                      | Kraainem-Unie1 / LB Kraainem-Unie2                | -          |            | -          |            | -         |           | -         |           | -         |           | -         |           | 20,561     | 4          | 32,51      | 8          | 48,82      | 12         |
|                      | LB+1 / PRO Kraainem2                              | -          |            | -          |            | -         |           | -         |           | -         |           | -         |           | -          |            | 19,61      | 4          | 11,92      | 2          |
|                      | Kraainem Samen1 / K882 / KARTEL3 / KZOOO4 / OPEN5 | 29,781     | 7          | 26,621     | 6          | 27,412    | 5         | 25,543    | 5         | 21,814    | 5         | 23,65     | 5         | 16,65      | 3          | -          |            | -          |            |
|                      | L.B.M.                                            | -          |            | 48,46      | 13         | 72,59     | 16        | 74,46     | 16        | 27,51     | 6         | -         |           | -          |            | -          |            | -          |            |
|                      | PSC                                               | 17,04      | 3          | 13,66      | 2          | -         |           | -         |           | -         |           | -         |           | -          |            | -          |            | -          |            |
|                      | Francof                                           | 40,58      | 9          | -          |            | -         |           | -         |           | -         |           | -         |           | -          |            | -          |            | -          |            |
|                      | IC-GB                                             | 12,6       | 2          | -          |            | -         |           | -         |           | -         |           | -         |           | -          |            | -          |            | -          |            |
|                      | N-VA                                              | -          |            | -          |            | -         |           | -         |           | -         |           | -         |           | -          |            | 4,2        | 0          | 1,5        | 0          |
|                      | PS                                                | -          |            | 3,7        | 0          | -         |           | -         |           | -         |           | -         |           | -          |            | -          |            | -          |            |
|                      | PRL                                               | -          |            | 6,01       | 0          | -         |           | -         |           | -         |           | -         |           | -          |            | -          |            | -          |            |
|                      | UDRT                                              | -          |            | 1,54       | 0          | -         |           | -         |           | -         |           | -         |           | -          |            | -          |            | -          |            |
| Totaal stemmen       | Totaal stemmen                                    | 7315       | 7315       | 7505       | 7505       | 7496      | 7496      | 7068      | 7068      | 7047      | 7047      | 7307      | 7307      | 7009       | 7009       | 7079       | 7079       | 5214       | 5214       |
| Opkomst %            | Opkomst %                                         |            |            |            |            | 91,41     | 91,41     | 90,16     | 90,16     | 88,78     | 88,78     | 91,33     | 91,33     | 88,24      | 88,24      | 90,6       | 90,6       | 66,1       | 66,1       |
| Blanco en ongeldig % | Blanco en ongeldig %                              | 2,87       | 2,87       | 2,48       | 2,48       | 3,01      | 3,01      | 5,12      | 5,12      | 4,73      | 4,73      | 3,54      | 3,54      | 2,64       | 2,64       | 4,3        | 4,3        | 1,8        | 1,8        |

De zetels van de gevormde meerderheid staan vetjes afgedrukt. De grootste partij is in kleur.

## Partnersteden
- St-Trojan-les-Bains (Frankrijk)
- Karaba (Rwanda)

## Nabijgelegen kernen
Wezembeek-Oppem, Tervuren, Sint-Pieters-Woluwe, Sint-Lambrechts-Woluwe, Sint-Stevens-Woluwe, Zaventem, Nossegem, Sterrebeek